# Olympische Winterspiele 2010/Teilnehmer (Slowenien)
| Gelbes Symbol für Goldmedaillen mit stilisierten Olympischen Ringen | Graues Symbol für Silbermedaillen mit stilisierten Olympischen Ringen | Braundes Symbol für Bronzemedaillen mit stilisierten Olympischen Ringen |
| ------------------------------------------------------------------- | --------------------------------------------------------------------- | ----------------------------------------------------------------------- |
| —                                                                   | 2                                                                     | 1                                                                       |

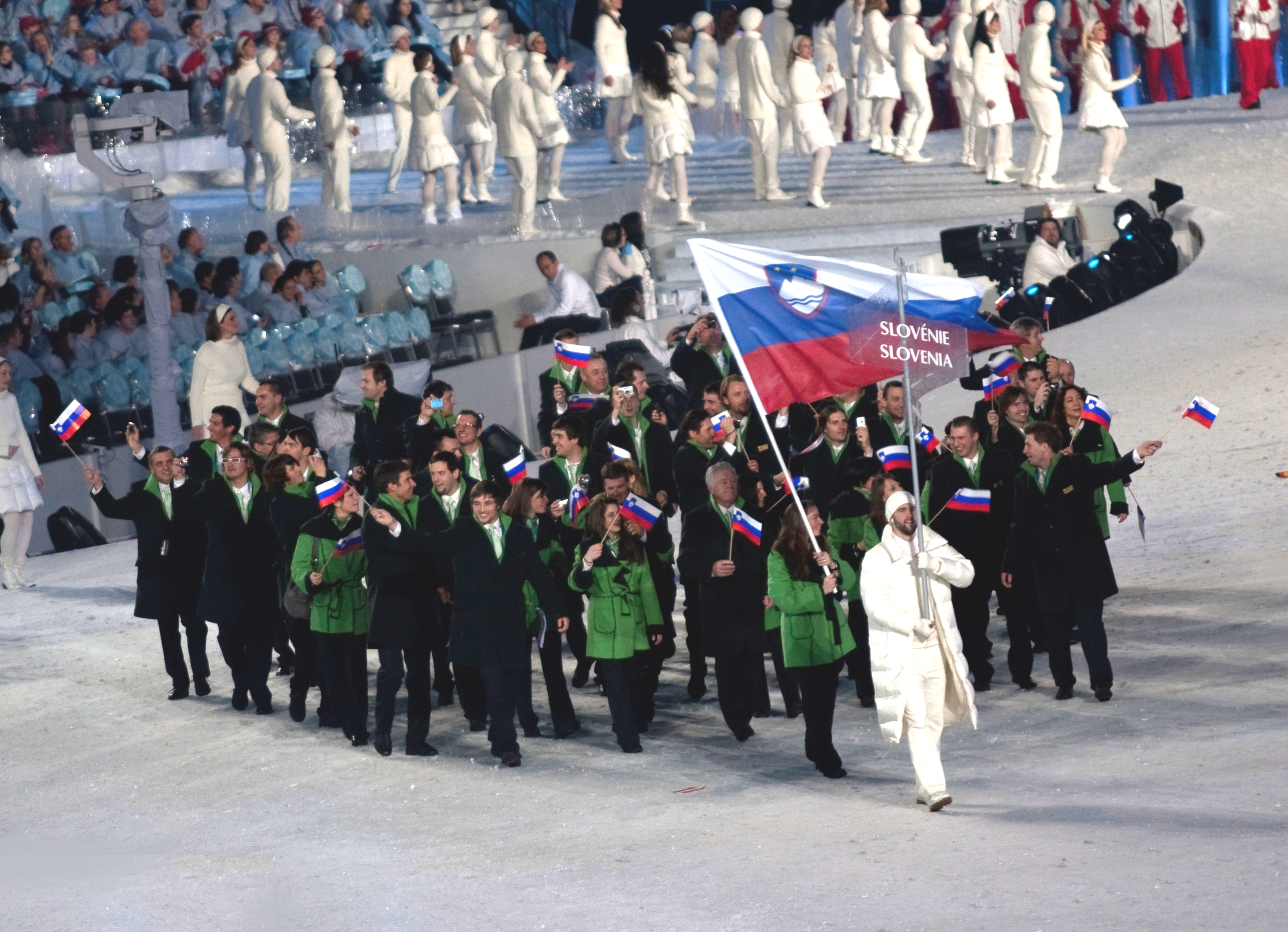
Einzug der slowenischen Mannschaft

Slowenien nahm an den Olympischen Winterspielen 2010 im kanadischen Vancouver mit 50 Sportlern in zehn Sportarten teil.

## Medaillengewinner

### Silber
| Name      | Sportart  | Wettkampf    |
| --------- | --------- | ------------ |
| Tina Maze | Ski Alpin | Super-G      |
| Tina Maze | Ski Alpin | Riesenslalom |

### Bronze
| Name         | Sportart    | Wettkampf          |
| ------------ | ----------- | ------------------ |
| Petra Majdič | Skilanglauf | Sprint (klassisch) |

## Teilnehmer nach Sportarten

### Biathlon
| Männer - Klemen Bauer 10 km Sprint: 4. Platz 12,5 km Verfolgung: 9. Platz 20 km Einzel: 32. Platz 15 km Massenstart: 28. Platz - Peter Dokl 10 km Sprint: 58. Platz 20 km Einzel: 75. Platz - Janez Marič 10 km Sprint: 27. Platz 12,5 km Verfolgung: 47. Platz 20 km Einzel: 62. Platz - Vasja Rupnik 10 km Sprint: 57. Platz 12,5 km Verfolgung: 59. Platz 20 km Einzel: 49. Platz | Frauen - Tadeja Brankovič-Likozar - Teja Gregorin - Andreja Mali - Dijana Ravnikar |

### Eiskunstlauf
| Athleten       | Kurzprogramm | Kurzprogramm | Kür           | Kür           | Punkte        | Rang |
| Athleten       | Punkte       | Rang         | Punkte        | Rang          | Punkte        | Rang |
| -------------- | ------------ | ------------ | ------------- | ------------- | ------------- | ---- |
| Herren         |              |              |               |               |               |      |
| Gregor Urbas   | 53,02        | 27.          | ausgeschieden | ausgeschieden | ausgeschieden | 27.  |
| Damen          |              |              |               |               |               |      |
| Teodora Poštič | 43,80        | 27.          | ausgeschieden | ausgeschieden | ausgeschieden | 27.  |

### Freestyle-Skiing
| Männer - Filip Flisar | Frauen - Nina Bednarik - Saša Farič |

### Nordische Kombination
Männer
- Gašper Berlot
- Marjan Jelenko
- Mitja Oranič

### Rennrodeln
Männer
- Domen Pociecha

### Skeleton
Männer
- Anže Šetina

### Ski Alpin

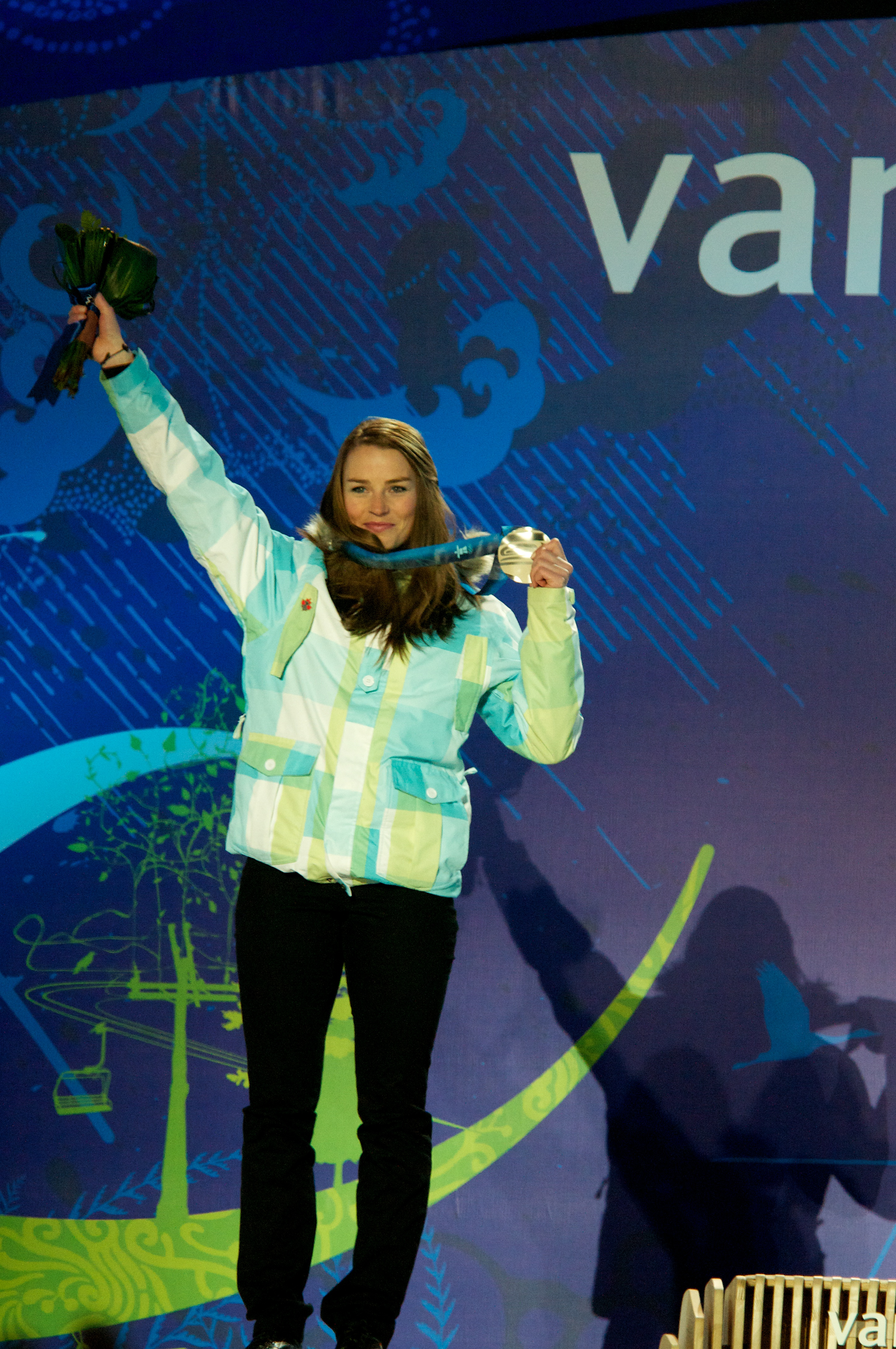
Tina Maze mit der Silbermedaille

| Männer - Mitja Dragšič - Aleš Gorza Super-G: 11. Platz Riesenslalom: 10. Platz - Janez Jazbec Riesenslalom: 19. Platz - Andrej Jerman Abfahrt: 28. Platz Super-Kombination: 27. Platz Super-G: DNF - Andrej Križaj Abfahrt: 37. Platz Super-Kombination: DNF Super-G: disqualifiziert Riesenslalom: 33. Platz - Rok Perko Abfahrt: 14. Platz - Matic Skube - Andrej Šporn Abfahrt: DNF Super-Kombination: DNF Super-G: 18. Platz Riesenslalom: 25. Platz - Bernard Vajdič - Mitja Valenčič | Frauen - Ana Drev - Maruša Ferk Abfahrt: 20. Platz Super-Kombination: 15. Platz Super-G: DNF - Tina Maze Abfahrt: 18. Platz Super-Kombination: 5. Platz Super-G: Silber Riesenslalom: Silber |

### Skilanglauf
| Frauen - Anja Eržen 15 km Doppelverfolgung: 60. Platz - Vesna Fabjan 10 km Freistil: 33. Platz Sprint klassisch: im Viertelfinale ausgeschieden - Barbara Jezeršek 10 km Freistil: 41. Platz 15 km Doppelverfolgung: 17. Platz - Petra Majdič Sprint klassisch: Bronze - Katja Višnar Sprint klassisch: im Viertelfinale ausgeschieden |

### Skispringen
Männer
- Jernej Damjan
Einzelspringen Normalschanze: 38. Platz
Einzelspringen Großschanze: 33. Platz
- Robert Kranjec
Einzelspringen Normalschanze: 6. Platz
Einzelspringen Großschanze: 9. Platz
Mannschaftsspringen: 8. Platz
- Mitja Mežnar
Einzelspringen Großschanze: 29. Platz
Mannschaftsspringen: 8. Platz
- Primož Pikl
Einzelspringen Normalschanze: 24. Platz
Mannschaftsspringen: 8. Platz
- Peter Prevc
Einzelspringen Normalschanze: 7. Platz
Mannschaftsspringen: 8. Platz

### Snowboard
| Männer - Rok Flander - Žan Košir - Rok Marguč - Rok Rogelj - Izidor Šušteršič | Frauen - Gloria Kotnik - Cilka Sadar |